# Karl Christoph Heinebuch
Karl Christoph Heinebuch (* 24. Juli 1840 in Celle; † 6. November 1896 in Flensburg) war ein Königlicher Musikdirektor, Kirchenmusiker und Organist.

## Leben
Heinebuch entstammte „kleinen Verhältnissen“ und hatte zunächst eine Ausbildung als Lehrer absolviert, indem er 1854 die Präparende in Winsen und ab 1856 das Lehrerseminar in Lüneburg besuchte. 1861 bis 1865 besuchte er das Hauptseminar in Hannover. 1865 fand er eine erste Anstellung an der Bürgerschule in Wittingen und wechselte von dort die Töchterschule in Lüneburg. 
Seit dem 13. Lebensjahr erhielt er Musikunterricht und bildete sich zum Organisten und Kirchenmusiker, wobei Anger am Seminar in Lüneburg und Lahmeyer in Hannover seine Vorbilder und Förderer waren. Heinebuch war Organist an den Kirchen von Uetersen (1868), Neumünster (1869), Gettorf (1873) und ab 1879 an St. Marien in Flensburg. 
Er war 1886 einer der Gründer des Schleswig-Holsteinischen Provinzialvereins zur Pflege kirchlicher Musik. Er war (Mit-)Herausgeber zahlreicher Melodien- und Choralbücher, insbesondere für das von Preußen eingenommene Nordschleswig. Sein Hauptwerk ist die Gottesdienstordnung für die evangelisch-lutherische Kirche der Provinz Schleswig-Holstein, musikalisch bearbeitet von der lithurgischen Kommission des Provinzial-Vereins zur Pflege kirchlicher Musik aus dem Jahr 1893. Sein favorisiertes Liedgut war durch die 150 Kernlieder der Deutschen Evangelischen Kirchenkonferenz bestimmt.

## Schriften
- Liturgiske Melodier, 1889
- Melodienbuch für das neue dänische Gesangbuch, 1892
- vierstimmiges Choralbuch, 1892
- Die Orgel in der St. Marien-Kirche zu Flensburg: Nach den Akten des Kirchen-Inventars dargestellt. Rassow, Flensburg 1895.